# Relations entre l'Iran et la Pologne
Les relations entre l'Iran et la Pologne sont des relations historiques et bilatérales entre la République islamique d'Iran et la République de Pologne. Les deux nations sont membres des Nations Unies.

## Histoire

### Histoire ancienne

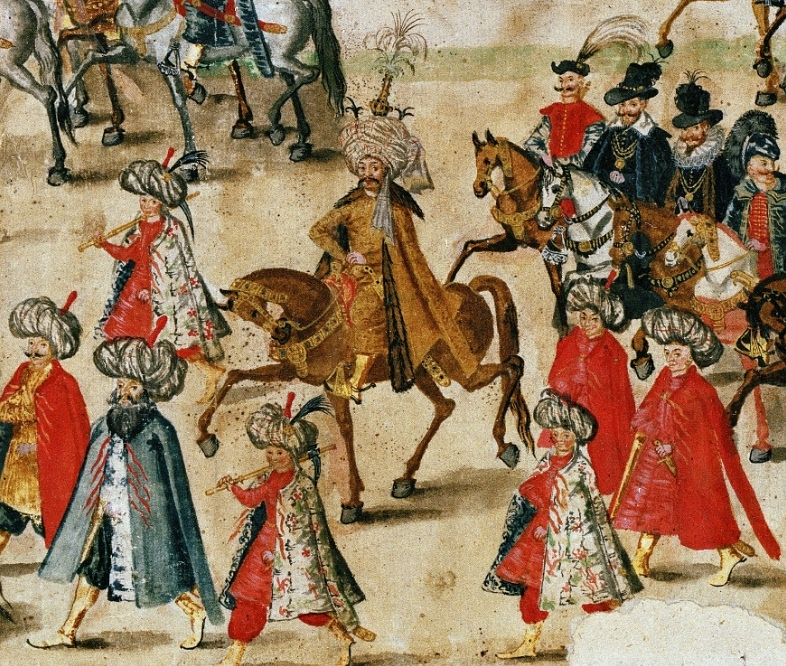
Ambassadeur de Perse avec son entourage lors de son entrée à Cracovie pour la cérémonie de mariage du roi Sigismond III de Pologne en 1605.

En 1474, le marchand vénitien Ambrogio Contarini remit une lettre de Shah Uzun Hasan au roi polonais Casimir IV Jagellon. Dès les années 1500, des marchands et des caravanes commerciales iraniennes entraient en Europe, prenaient contact et échangeaient des marchandises avec des marchands polonais. Les tapis d'Ispahan importés de Perse vers la République des Deux Nations étaient connus à tort sous le nom de « tapis polonais » ou de « polonaises » en Europe occidentale. Au cours des siècles suivants, l’Iran et la Pologne entretenaient des relations amicales. La première visite documentée d'un envoyé polonais en Iran a eu lieu en 1602. et une ambassade perse a atteint Cracovie, en Pologne, entre 1609 et 1615. Aux XVIe et XVIIe siècles, certains Arméniens émigrent d'Iran vers la Pologne, notamment à Zamość et Lwów. La victoire de la Pologne sur l'Empire ottoman lors de la bataille de Vienne en 1683 est célébrée en Iran séfévide ; le roi polonais Jean III Sobieski reçoit même le titre d'El Ghazi de la main des Perses ; et le Shah Soliman de Perse, enhardi par la victoire, envisage même une initiative pour récupérer Bagdad, précédemment perdue au profit de l'Empire ottoman (laquelle ne se concrétisera cependant jamais).
Pendant une grande partie du XVIIe siècle, l’idéologie du sarmatisme était populaire au sein la noblesse polonaise. À la base se trouvait la croyance unificatrice selon laquelle les habitants de la République des Deux Nations descendaient des anciens Sarmates iraniens,.
En 1795, l'Iran était l'un des deux pays (l'autre étant l'Empire ottoman) à refuser de reconnaître les partages de la Pologne entre l'Empire autrichien, la Prusse et l'Empire russe. Après les partages et à la suite de l'échec des soulèvements polonais contre l'occupation étrangère, de nombreux réfugiés polonais fuient vers l’Iran. Parmi eux se trouvent notamment le poète Aleksander Chodźko ; Ignacy Pietraszewski, qui a traduit l'Avesta zoroastrienne en polonais ; et Izydor Borowski, ancien participant au soulèvement polonais de Kościuszko et membre des Légions polonaises, qui a joué un rôle déterminant dans modernisant l'armée iranienne et devint finalement général en Iran. Le géologue polonais Karol Bohdanowicz a été le pionnier de l'étude géologique des montagnes du Khorasan en Iran.

### AuXXesiècle

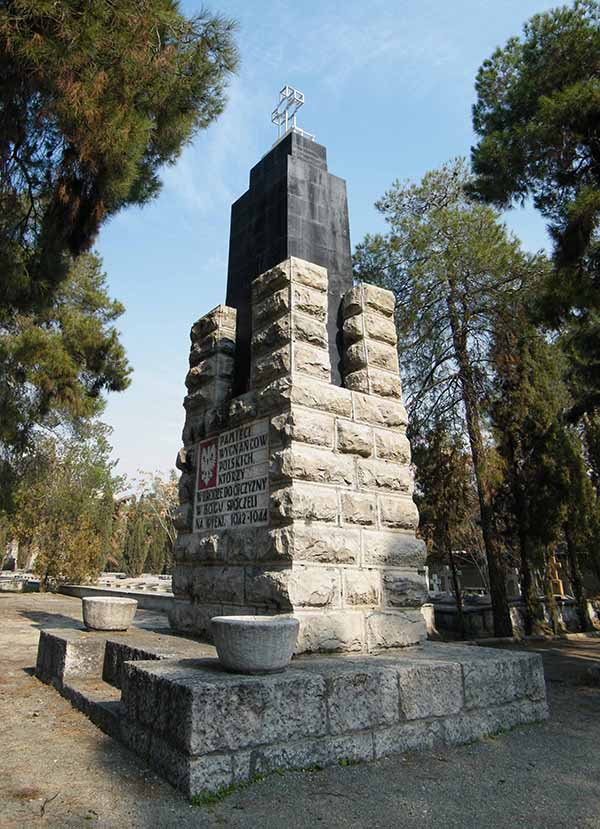
Statut du souvenir des réfugiés polonais morts à Téhéran

En 1918, après la fin de la Première Guerre mondiale, la Pologne retrouve son indépendance. En 1919, l’Iran reconnaît l’indépendance de la Pologne et les deux États établissent des relations diplomatiques. En 1927, les deux nations signent un traité d'amitié et, en 1928, la Pologne ouvre un consulat à Tabriz.
En septembre 1939, la Pologne est envahie par l'Allemagne et l'Union soviétique, ce qui déclenche la Seconde Guerre mondiale. En 1942, environ 120 000 réfugiés polonais arrivent en Iran. Ces réfugiés font partie d'un mouvement d'exode beaucoup plus vaste qui voit entre 320 000 et un million d'évacués polonais déportés vers les régions orientales de l'Union soviétique. Avec l'aide de l'armée d'Anders, environ 120 000 Polonais évacués quittent l'Union soviétique pour l'Iran où ils attendent d'émigrer ensuite vers la Palestine, l'Australie, la Nouvelle-Zélande, l'Afrique du Sud, le Royaume-Uni, les États-Unis et ailleurs. Il s'agissait de la plus grande migration d'Européens à travers l'Iran. Le personnage historique le plus célèbre parmi ces migrants était peut-être Menachem Begin, qui devient plus tard Premier ministre d'Israël.

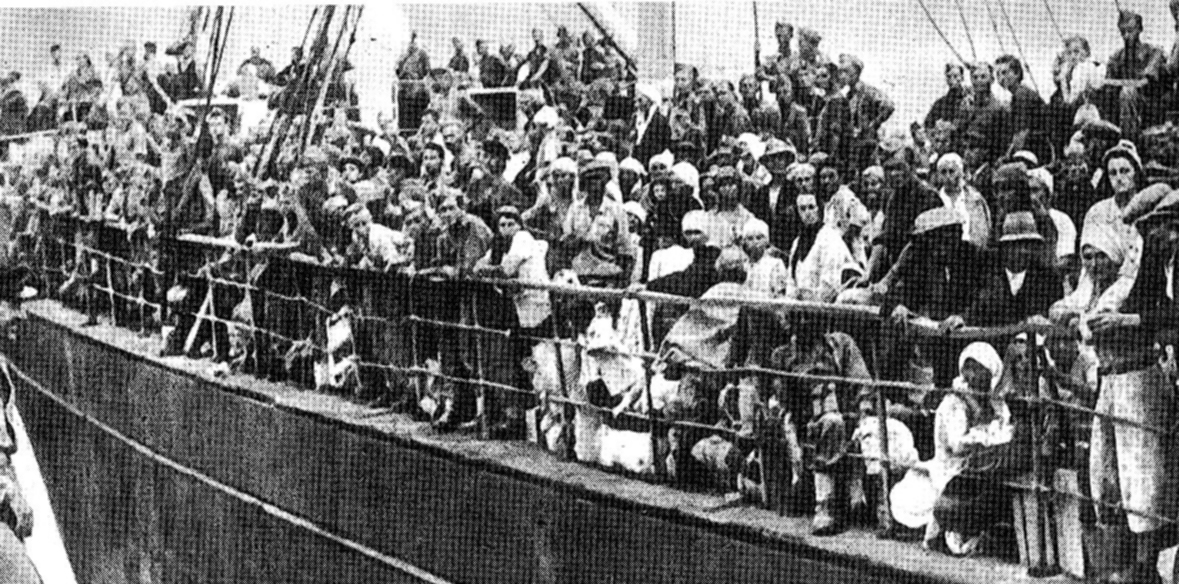
Réfugiés polonais arrivant en Iran en provenance de l'Union soviétique

A Téhéran, les réfugiés étaient hébergés dans quatre camps ; l'un des jardins privés du Shah d'Iran a été transformé en camp de réfugiés temporaire et un hôpital spécial leur a été dédié. Après la guerre, quelques-uns ont même décidé de rester définitivement en Iran, se mariant sur place et fondant une famille. En raison de la faim et des épidémies dont ils ont souffert pendant leur détention en Union soviétique, plus de 2 800 réfugiés polonais sont morts en Iran et il existe plusieurs cimetières polonais situés dans diverses villes d'Iran (Téhéran, Bandar-e Anzali, Mashhad, Ispahan, Ahvaz).
Après la Seconde Guerre mondiale, l'Iran et la Pologne rétablissent leurs relations diplomatiques en août 1945. Des ambassades sont ouvertes en 1962.
En septembre 1966, le Shah Mohammad Reza Pahlavi effectue une visite officielle en Pologne. En mai 1968, le président du Conseil d'État polonais, Marian Spychalski, effectue une visite officielle à Téhéran. Les relations entre l'Iran et la Pologne se poursuivent après la Révolution iranienne sans interruption notable et plusieurs visites de haut niveau ont eu lieu entre les dirigeants des deux pays.

### Histoire récente

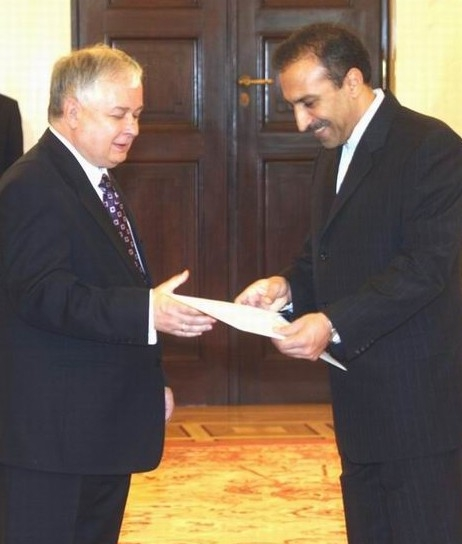
Le président polonais Lech Kaczyński et l'ambassadeur d'Iran en Pologne Hadi Farajvand à Varsovie en 2007.

Des secouristes et des médecins polonais ont participé aux opérations de secours après le tremblement de terre de Bam en 2003, et de l'aide humanitaire a été envoyée de Pologne vers l'Iran.
Cependant, la Pologne accueille en 2019 la Conférence de Varsovie, considérée par certains comme anti-iranienne, ce qui ternit les relations entre les deux pays — les médias d'État iraniens publiant notamment un article condamnant le gouvernement polonais et le qualifiant d'« imbéciles ». Par la suite, l'Iran  annule un festival du film polonais qui était sur le point d'avoir lieu à Téhéran.
En octobre 2021, la Pologne a fait don d'un million de vaccins contre le COVID-19 à l'Iran, le ministère polonais des Affaires étrangères soulignant les bonnes relations séculaires entre les deux nations. Ce geste visait à désamorcer les tensions liées à l'organisation de la Conférence de Varsovie deux ans plus tôt.

## Visites diplomatiques
De l'Iran en Pologne :
- Shah Mohammad Reza Pahlavi (1966, 1977)
- Premier ministre Amir-Abbas Hoveyda (1973)
- Premier ministre Mir-Hossein Mousavi (1989)

De la Pologne en Iran :
- Président Marian Spychalski (1968)
- Premier ministre Piotr Jaroszewicz (1974)
- Premier ministre Leszek Miller (2003)

## Accords bilatéraux
Les deux nations ont signé plusieurs accords bilatéraux tels qu'un Traité d'amitié (1927) ; un accord sur le commerce (1952) ; un accord sur le transport routier (1976) ; un accord de soutien mutuel et de protection des investissements (1998) ; un accord visant à éviter la double imposition (1998) ; un accord sur le transport aérien (1999) ; et accord de coopération dans le domaine de la protection de l'environnement (2002).

## Commerce
En 2017, les échanges commerciaux entre l'Iran et la Pologne ont totalisé 230 millions de dollars américains. Les principales exportations iraniennes vers la Pologne comprennent le pétrole brut et les produits pétroliers, les produits pétrochimiques, les fruits, les fruits secs (principalement les pistaches et les raisins secs), les dattes, les plastiques et produits en plastique, le fer et l'acier, les tapis et moquettes. Les principales exportations de la Pologne vers l'Iran comprennent les machines agricoles, les produits alimentaires, les équipements et instruments médicaux, le verre et les appareils électroménagers,.

## Missions diplomatiques résidentes
- L'Iran a une ambassade à Varsovie[19].
- La Pologne a une ambassade à Téhéran[20].